# ممنوعیت (فیلم)
ممنوعیت (به انگلیسی: Banning) یک فیلم سینمایی آمریکایی تکنی‌کالر در ژانر درام محصول سال ۱۹۶۷ میلادی به کارگردانی ران وینستون و با بازی رابرت واگنر ، جیل سنت جان ، جین هکمن ، گای استاکول و جیمز فارنتینو همراه است.  